# Cantón de Hesdin
El cantón de Hesdin era una división administrativa francesa, que estaba situada en el departamento de Paso de Calais y la región de Norte-Paso de Calais.

## Composición
El cantón estaba formado por veintidós comunas:
- Aubin-Saint-Vaast
- Bouin-Plumoison
- Brévillers
- Capelle-lès-Hesdin
- Caumont
- Cavron-Saint-Martin
- Chériennes
- Contes
- Guigny
- Guisy
- Hesdin
- Huby-Saint-Leu
- Labroye
- La Loge
- Marconne
- Marconnelle
- Mouriez
- Raye-sur-Authie
- Regnauville
- Sainte-Austreberthe
- Tortefontaine
- Wambercourt

## Supresión del cantón de Hesdin
En aplicación del Decreto n.º 2014-233 de 24 de febrero de 2014, el cantón de Hesdin fue suprimido el 22 de marzo de 2015 y sus 22 comunas pasaron a formar parte del nuevo cantón de Auxi-le-Château.